# OpenPOWER
OpenPOWER — фонд, в котором состоят компании, использующие продукты на базе семейства архитектур POWER разработки корпорации IBM. Консорциум «OpenPOWER» был создан в августе 2013 года. IBM открывает технологии, используемые в серверах Power, в частности, спецификации на процессоры, исходные коды прошивок и программного обеспечения, и использует коллаборативную модель разработки вместе с партнерами.
Целью фонда является расширение экосистемы и возможность создания специализированных серверов, сетевых устройств и систем хранения для будущих дата-центров и облачных сервисов.
20 августа 2019 года IBM объявила что фонд OpenPOWER станет частью фонда The Linux Foundation.